# Gurbangeldi Durdyýew
Gurbangeldi Durdyýew (RSS de Turkmenistán; 12 de enero de 1973) es un exfutbolista y entrenador de Fútbol de Turkmenistán que jugaba en la posición de centrocampista. Actualmente es el entrenador de la selección nacional sub-23.

## Carrera

### Club
| Periodo   | Club                  |
| --------- | --------------------- |
| 1990-1991 | Balkan FK             |
| 1992-1997 | Nisa Aşgabat          |
| 1997–1998 | Köpetdag Aşgabat      |
| 1999      | FC Astana-64          |
| 2000      | Nisa Aşgabat          |
| 2001      | FC Shakhter Karagandy |
| 2002      | Batys                 |
| 2002-2003 | Nisa Aşgabat          |
| 2003      | FC Metalist Kharkiv   |
| 2004-2005 | Nisa Aşgabat          |
| 2005-2006 | FC Aboomoslem         |
| 2006–2008 | FC Aşgabat            |

### Selección nacional
Jugó para Turkmenistán en 38 ocasiones de 1992 a 2004 y anotó cuatro goles; participó en la Copa Asiática 2004 y en dos ediciones de los Juegos Asiáticos.

### Entrenador
| Periodo   | Club                |
| --------- | ------------------- |
| 2014-2019 | Altyn Asyr FK       |
| 2019-     | Turkmenistán sub-23 |

## Vida personal
Su hijo Didar también es futbolista y ha jugado con la selección nacional.

## Logros
- Ýokary Liga (4): 1996, 1998, 2007, 2008
- Copa de Turkmenistán (1): 1997
- Supercopa de Turkmenistán (1): 2007